# ペギミンH
『ペギミンH』（ペギミンエッチ）は、森山塔による日本の成人向け漫画作品。辰巳出版『タツミコミックス』より単行本が出版された。その後数度出版社を変え新装版が出版されている。

## あらすじ
＃1
漫研に所属する中学生の少女・青梅子は部長の杏衣の命令で学校の裏手の館に住む少女漫画家・枢馬こけについてレポートすることに。
若い美女だったこけは少女漫画家であるだけでなく売れっ子のエロ漫画家でもあった。
こけは青梅子を無理やりエロマンガのモデルにすると、ついでの勢いで性的に襲ってしまうのだった。
情交を終えたこけは屋根裏に住む拘束された男の元に訪れ、二人で先ほどの行為を記録した映像を見る。
＃2
冒頭、執筆中のこけを襲う狙撃。こけは事も無く謎の襲撃者を撃退する。
仕事を終えたこけは屋根裏で叫びをあげる男の元へ行き、激しいセックスを繰り広げる。
覗き見した青梅子は自慰をし、右男と左男もホモセックスを行う。
帰宅する青梅子を見つめながら屋根裏の男は「あの娘が欲しい」と呟く。
＃3
屋根裏の謎の男の正体が唐突に明かされる。
男がノーベル文学賞候補の世界的詩人である枢馬ふむきであると知った漫研部長の杏衣は、単独で彼へのインタビューを行おうとする。
が、錯乱状態であったふむきは杏衣を青梅子と誤認し激しく強姦する。
杏衣が心配で後から訪れた青梅子は、階上の二人を邪魔させまいとしたこけに誘われ再びレズセックスを行う。
＃4
杏衣はふむきに強姦された事が忘れられず、自慰の度に彼への思慕をつのらせている事に気付き、再び枢馬家を訪問する。
枢馬の館にはすっかり居ついてしまった青梅子や右男、左男、ふむきの原稿を待つ編集者などがいて気をそがれるが、こけの遊びによりセクシーなナイトドレスに着替えさせられてしまう。
日も暮れた頃、皆の目を掻い潜って屋根裏を訪れた杏衣は眠るふむきとセックスを始める。
絶頂に達しようとしたその時、杏衣は謎の襲撃者に狙撃され怪我を負うがふむきの手当てにより助かる。
家を出るに出られなくなった一行は宴会をはじめ、襲撃者は困惑する。
＃5
正気に戻ったふむきは今までとは打って変わった理知的な口調で自らの出自を語る。
ふむき、こけ、襲撃者の三人はかつて人体実験施設で人工的に作られた超天才児であり、自分らの未来に予測される破滅を回避するために脱走したが身内の裏切りにより失敗、生き残れたのはその三人だけだった。
残った三人も脱出した先に偶然いた不良らに輪姦され、襲撃者は発狂し他の二人を裏切り者と思い込んでしまったのだと。
辛気臭い話はやめろと乱入した右男左男によって連れ出された青梅子は酒を飲まされた勢いもあり、二人と性交し処女を失う。
その瞬間襲撃者による爆弾が爆発し館は炎上倒壊、こけとふむき以外は廃墟から平然と起き上がりそのまま登校する。
その後何事も無かったのように館の痕跡は消え、あれは夢だったのだろうかと回想する青梅子。
だったが、この原稿は何だと激昂し突き返す杏衣。
一連の事件は全て青梅子の創作漫画だったのであった。
だが館は実在し今もある。

## 収録
- ペギミンH

1. 青梅子さん (13) の場合
2. 枢馬こけさん (20) の場合
3. 枢馬ふむきさん（年齢？）の場合
4. 長万部杏衣さん (15) の場合
5. 新芽右男 (14) ・新芽左男くん (14) の場合

- シェルタープラン'85
- 恋のスーパーパラシューター
- さまよえる魂
- （森山日報）

## 単行本
- 辰巳出版 全1巻 (A5)
  - 1986年12月5日発行

- フランス書院 「ずっと朝まで・・・・」(文庫)
  - 1988年11月30日発行
  - 「ペギミンH」他を収録

1. 体育館物語
2. 転校生
3. キはキノコのキ

- 富士見出版 全1巻(A5)
  - 1992年11月15日発行
  - 森山日報が削除され表紙や作中カットを流用したイラストを収録

- フランス書院 全1巻(新書版)
  - 2003年5月30日発行
  - 表題作の他は全て収録作は変更

1. 体育館物語
2. おとなも見てるでしょ
3. WHO NEED PEACE COIRPSE?
4. 恋の処方箋
5. レア・チーズケーキ
6. わいせつの感じ
7. とらわれ下半身
8. SAY CHEESE
9. 夏の思ひ出

- 「森山塔選集　1」山本直樹　復刊ドットコム(新書版)
  - 2013年1月25日発行
  - 「ペギミンH」は冒頭に収録
  - 巻末には作者による作品解説があり、アシスタントに飛龍乱、大野安之がいた、森博嗣の同人誌の絵を勝手に使った、後に流用を多くするスキンヘッドの男のモデルは麿赤兒であるなど語られている。

1. Mopping Up
2. 燃えよ剣
3. セムイの日
4. 準子さんの肖像
5. とくべつのあわ
6. 走れメロス
7. 秋のおわり(淫行かしら?)
8. 愛の学校
9. 恋のスーパーパラシューター
10. おひめさま(お姫さまのおしゃぶり)
11. 理科実験の図鑑
12. アムダ(愛具の檻から)
13. 山本直樹インタビュー・作品解説